# 편의점 샛별이
《편의점 샛별이》는 탑툰에 연재된 활화산 작가의 대한민국의 웹툰이다.

## 줄거리
3년전 골목에서 만난 위험한 여고생이 우리 편의점에 심야 알바(아르바이트)로 들어왔다! 30대 남자 점장과 스무살 여대생의 사랑을 원하는 로맨스 스토리다.

## 등장인물
- 정샛별
- 최대현
- 유연주

## 연재
- 2016년 8월 11일 ~ 2017년 12월 8일 (매주 금요일 발행)

## 에피소드
1. 첫만남, 첫키스
2. 역대급 알바생의 등장
3. 한밤중의 까톡
4. 새벽의 불청객들(상)
5. 새벽의 불청객들(하)
6. 연기천재 정샛별
7. 샛별의 1차 해고위기
8. 샛별이만의 유니폼
9. 넌 내게 모욕감을 줬어
10. 오늘만큼 진솔하게
11. 숨 막히는 대화
12. 친구들의 등장
13. 최악의 날, 샛별
14. 하늘을 나는 '에어 샛별'
15. 채용비리? 입사비밀!
16. 매일 밤 화풀이
17. 우수사원 정샛별
18. 좋은 날엔 회식각!
19. 생각보다 잘 맞네?
20. 우리 무슨 사이예요
21. 심야 편의점 강도사건(상)
22. 심야 편의점 강도사건(중)
23. 심야 편의점 강도사건(하)
24. 인싸 정샛별
25. 샛별이의 선물
26. 삼자대면
27. 이렇게는 못 끝내
28. 샛별이는 다 계획이 있구나!
29. 성공한 선배st
30. 샛별이의 진짜 모습
31. 며느리 후보들
32. 오늘 밤 뺏어야겠네!
33. 방문 좀 닫아봐요
34. 딱 10분만이야
35. 깊어진 연주의 의심
36. 미모의 여고생 등장!
37. 극강미모 샛별엄마
38. 콩가루 집안
39. 너 가져!
40. 연주의 진심
41. 편의점 폐업 선언
42. 아무런 느낌이 없다고?
43. 훈남 주말알바
44. 샛별의 실수
45. 위험한 제안(1)
46. 위험한 제안(2)
47. 위험한 제안(3)
48. 위험한 제안(4)
49. 샛별을 웃게 만드는 힘
50. 경찰연행
51. 샛별의 은인
52. 엄마를 증오하는 이유
53. 그동안의 진실들
54. 질 나쁜 소녀
55. 머리를 기른 이유
56. 매출의 비밀
57. 첫데이트
58. 편의점 큰손
59. 사라진 샛별이
60. BJ 우기와의 합방
61. 드디어 움직이는 대현
62. 끝판왕 등장
63. 내 남자 건드리지마!
64. 방해를 한 대가
65. 공식적인 커플 탄생
66. 점장님 말고 오빠
67. 영업종료

## 드라마화
- SBS 《편의점 샛별이》 (실사판, 2020년)

## 참고 사항
- 작화는 원래 "금사공"이었으나, "스기키 하루미"(透木はるみ)가 의해 변경되었다.
- 후반에는 J&B가 작화와 배경 전반부를 다 맡았고, 각종 이벤트에 쓰인 ▪︎일러스트▪︎와 ▪︎드라마의 삽화▪︎도 전부 J&B작가가 맡았다.

## 같이 보기
- 와라! 편의점 (네이버 웹툰)